# Coleen Sommer
Coleen Sommer z domu Rienstra (ur. 6 czerwca 1960 w Los Angeles) – amerykańska lekkoatletka, skoczkini wzwyż.
Zdobyła złoty medal igrzysk panamerykańskich w Caracas w 1983 (z wynikiem 1,91 m). W Indianapolis w 1987 powtórzyła ten sukces (z wynikiem 1,96 m). Na Igrzyskach Olimpijskich w Seulu w 1988 zajęła osiemnaste miejsce w kwalifikacjach, nie awansując do finału. Dwukrotnie kwalifikowała się do finału mistrzostw świata (4. miejsce w Helsinkach w 1983 i 11. w Rzymie w 1987). Dwukrotnie była mistrzynią Stanów Zjednoczonych na otwartym stadionie (1980, 1987) i również dwukrotnie w hali (1982, 1985).
Swój halowy rekord życiowy (2,00 m) ustanowiła 14 lutego 1982 w Ottawie. Jej rekord życiowy na otwartym stadionie, który został ustanowiony 26 czerwca 1982 w Durham wynosi 1,98 m.